# Lago Bertrand
Lago Bertrand är en sjö i Chile.   Den ligger i regionen Región de Aisén, i den södra delen av landet, 1 500 km söder om huvudstaden Santiago de Chile. Lago Bertrand ligger 204 meter över havet. Arean är 68 kvadratkilometer. Den sträcker sig 19,9 kilometer i nord-sydlig riktning, och 16,1 kilometer i öst-västlig riktning.
Följande samhällen ligger vid Lago Bertrand:
- Puerto Bertrand (300 invånare)

Trakten runt Lago Bertrand är nära nog obefolkad, med mindre än två invånare per kvadratkilometer.